# نیمیتیتسه
نیمیتیتسه (به چکی: Němětice) یک منطقهٔ مسکونی در جمهوری چک است که در ناحیه ستراکونیتسه واقع شده‌است. نیمیتیتسه ۳٫۶۹ کیلومتر مربع مساحت و ۱۰۷ نفر جمعیت دارد و ۴۳۸ متر بالاتر از سطح دریا واقع شده‌است.